# François Randrianomenjanahary
François Randrianomenjanahary (ur. 1 września 1990 w Antananarywie) – madagaskarski piłkarz grający na pozycji obrońcy. Od 2022 jest zawodnikiem klubu Saint-Pauloise FC.

## Kariera klubowa
Swoja piłkarską karierę Randrianomenjanahary rozpoczął w klubie Tana Formation FC. Grał w nim do 2016 roku. W 2017 roku przeszedł do reuniońskiego AS Sainte-Suzanne. W 2018 roku został zawodnikiem SS Jeanne d’Arc, z którym w sezonie 2018 został wicemistrzem Reunionu. W 2022 został piłkarzem Saint-Pauloise FC.

## Kariera reprezentacyjna
W reprezentacji Madagaskaru Randrianomenjanahary zadebiutował 18 maja 2014 roku w wygranym 2:1 meczu kwalifikacji do Pucharu Narodów Afryki 2015 z Ugandą, rozegranym w Mahajandze. Od 2014 do 2016 wystąpił w kadrze narodowej 19 razy.